# Altaveu intel·ligent
Un altaveu intel·ligent és un tipus d'altaveu sense fils i un dispositiu intel·ligent que utilitza Wi-Fi, Bluetooth i altres estàndards per estendre l'ús més enllà de la reproducció d'àudio. Això pot incloure, però no limitar-se a, característiques com ara la compatibilitat a través d'una sèrie de serveis i plataformes, connexió d'igual a igual a través de xarxes en malla, assistents personals intel·ligents, i altres. Cada un d'ells pot tenir la seva pròpia interfície i característiques, normalment llançades o controlades a través d'una aplicació o un programari de domòtica.
Al mercat existeixen diversos altaveus intel·ligents: Amazon Echo, Google Home, Invoxia Triby, Lenovo Smart Assistant i Sonos Play.
A partir de l'hivern 2017, NPR i Edison Research calculen que 39 milions de nord-americans (16% de la població major de 18 anys) posseeixen un altaveu intel·ligent.
Un altaveu intel·ligent amb pantalla tàctil es coneix com una pantalla intel·ligent. Tot i que són similars en el factor de forma a les computadores de la tauleta, les pantalles intel·ligents difereixen en la seva èmfasi en una interfície d'usuari sense mans i funcions d'assistent virtual.

## Galeria de fotografies

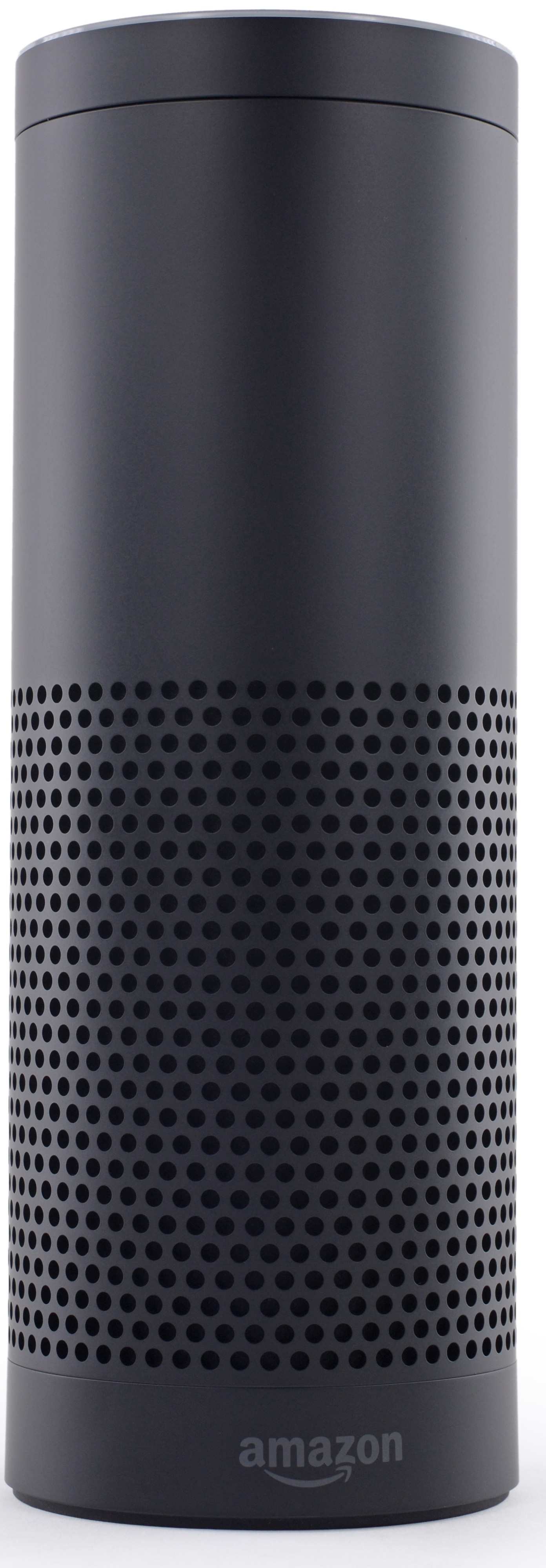
El primer altaveu d'equalitat Amazon Echo en negre
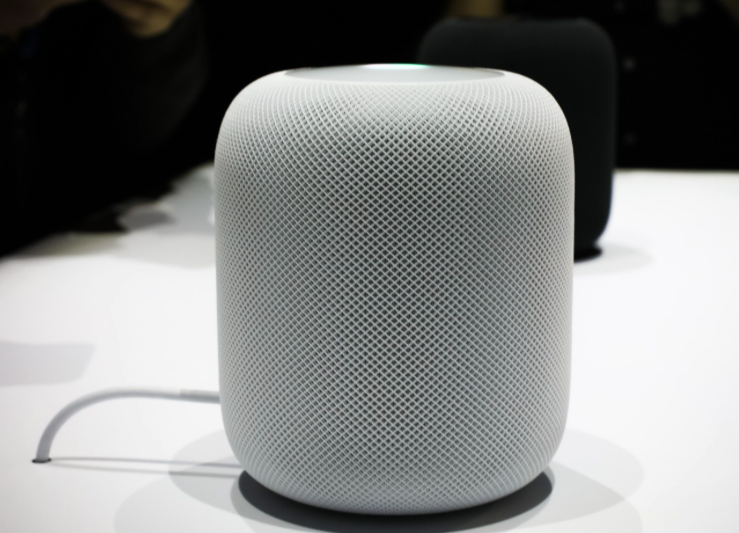
L'altaveu Amazon Echo en blanc
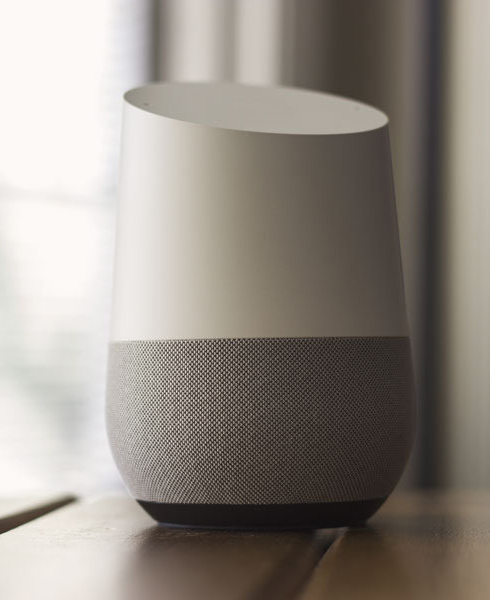
El altaveu intel·ligent Inici de Google està inactiu en una taula
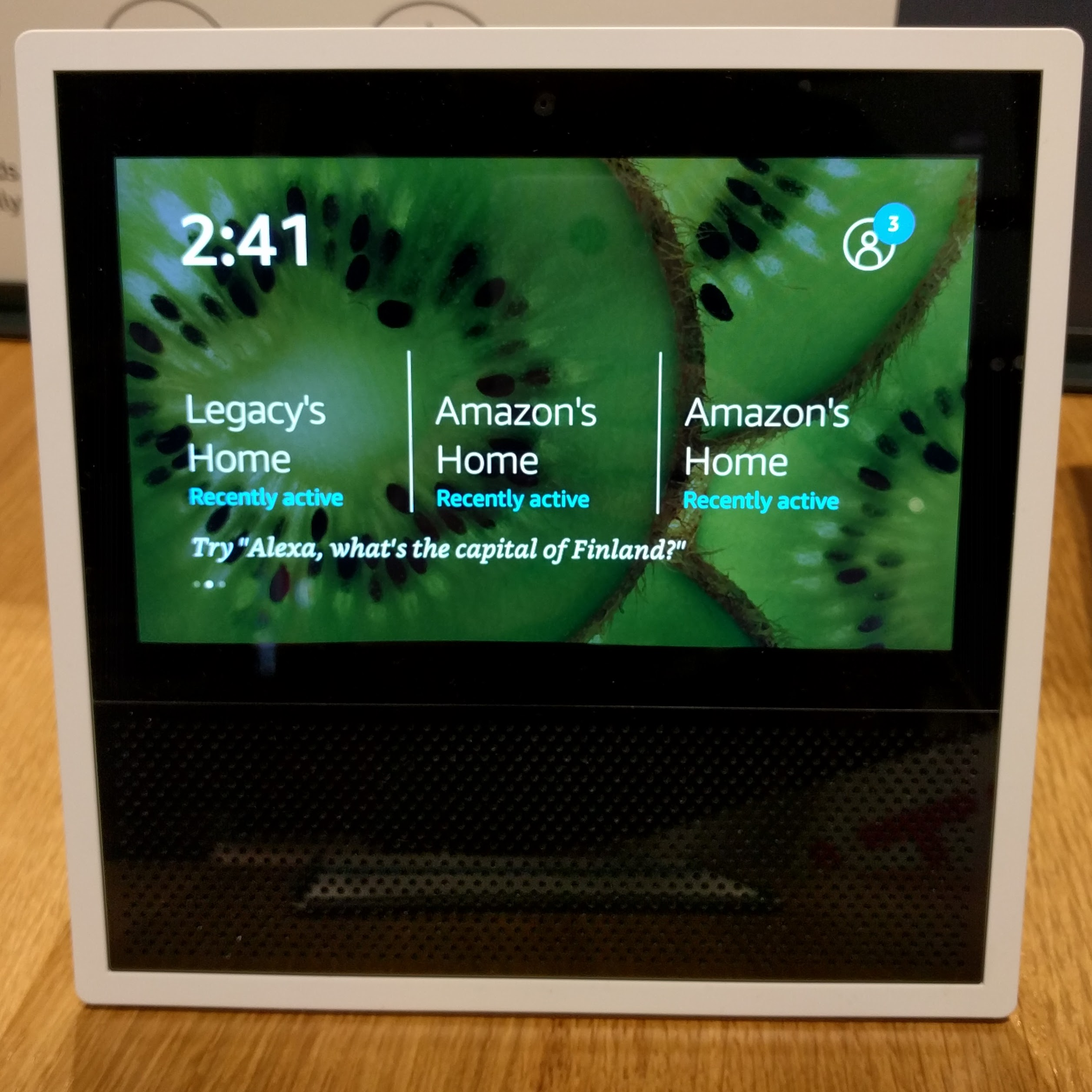
L'altaveu d'Amazon Echo Show, altaveu intel·ligent en blanc
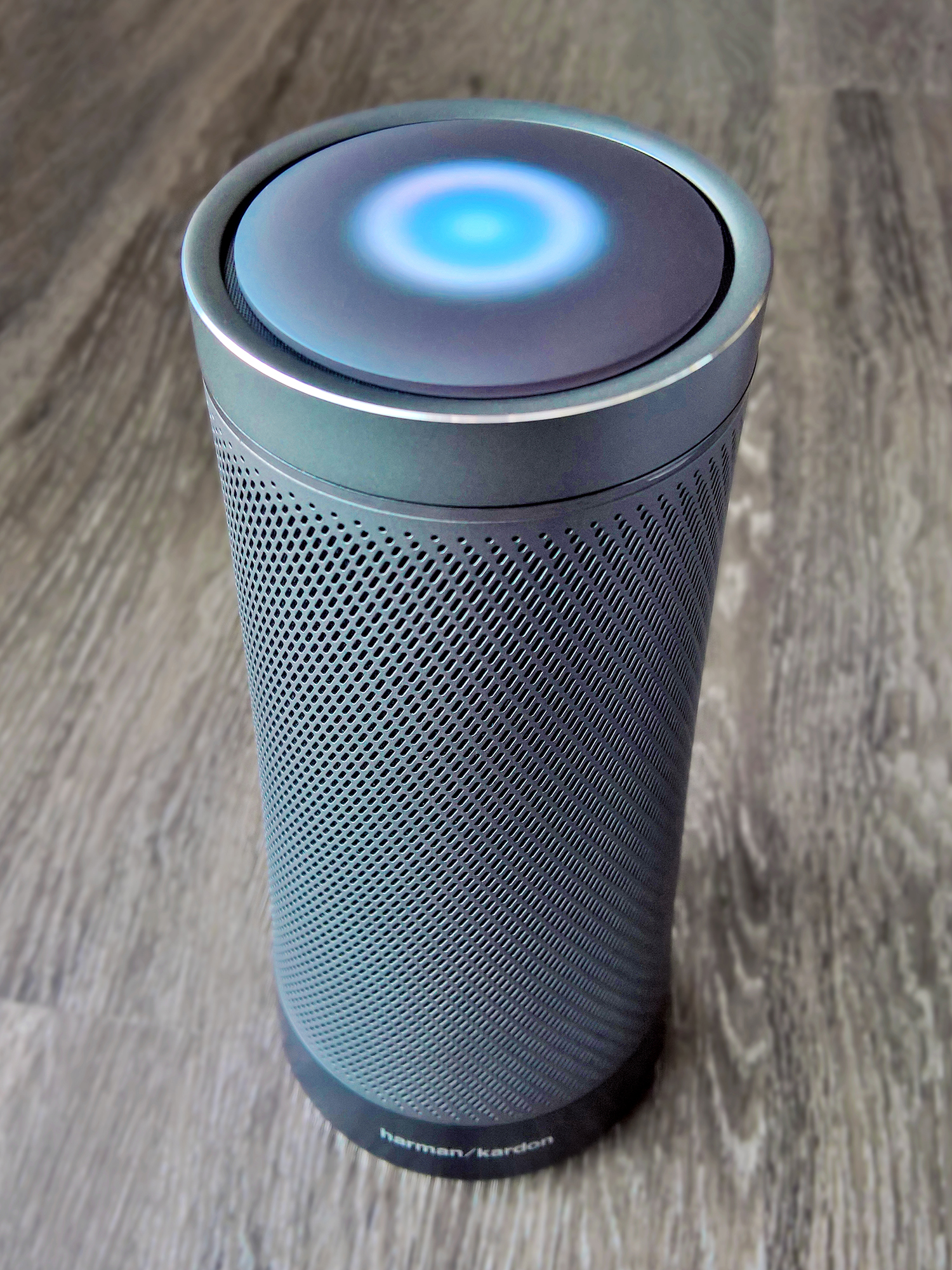
Harman Kardon INVOKE altaveu intel·ligent en grafit